# Jean Segura
Jean Carlos Enrique Segura (San Juan, 17 de marzo de 1990) es un infielder dominicano de Grandes Ligas (MLB) que pertenece a la organización de los Miami Marlins. 
Segura fue cambiado a Milwaukee desde los Angelinos de Anaheim junto a John Hellweg y Ariel Peña por Zack Greinke el 17 de julio de 2012, fue llamado a MLB desde Huntsville AA el 6 de agosto. En República Dominicana pertenece a los Leones del Escogido.